# Мангутиха
Мангутиха — река в Туруханском районе Красноярского края, левый приток Сургутихи. Длина реки — 115 км, площадь водосборного бассейна — 1570 км². Вытекает из озера Дашкино на высоте 55 м над уровнем моря. Течёт преимущественно в северо-восточном направлении по Западно-Сибирской равнине в междуречье рек Таз и Енисей, принимая несколько притоков. Активно меандрирует. Впадает в Сургутиху в 25 км по левому берегу от её устья.
Наиболее значительные притоки: река Тетеркина (правый), Ямная (правый), Дашкин ручей (правый).
По данным государственного водного реестра России относится к Енисейскому бассейновому округу. Код водного объекта — 17010600112116100059273.